# 門間希
門間 希（もんま のぞみ、1977年11月9日 - ）は、日本の元女子バレーボール選手。

## 来歴
北海道札幌郡広島町（現・北広島市）出身。先生の強い勧めで、中学校1年生からバレーボールを始める。
旭川実業高等学校在学時にはインターハイや春高バレーなどを経験。
1995年東洋紡オーキスに入団し、3年間在籍した。
2008年、地域リーグに降格していた栗山米菓ビービースターズ（現Befco）に入団した。チームは2009年6月にVチャレンジリーグに再昇格し、主将を務める。
2011年3月、2010-11 チャレンジリーグにおいてブロック賞を獲得した。
2012年、Befco休部に伴い引退。

## 受賞歴
- 2011年 - 2010-11Vチャレンジリーグブロック賞

## 所属チーム
- 北広島市立東部中学校
- 旭川実業高等学校
- 東洋紡オーキス（1995-1999年）
- 栗山米菓ビービースターズ/Befcoビービースターズ（2008-2012年）